# Trinia crithmifolia
Trinia crithmifolia är en växtart i släktet Trinia och familjen flockblommiga växter. Arten är endemisk för Krim i Ukraina.